# مجید روشنگر
مجید روشنگر ناشر، نویسنده، مترجم و منتقد ادبی ایرانی است.

## زندگی
وی در تهران و در بازارچهٔ کربلایی عباسعلی در محلهٔ سنگلج به دنیا آمد. تحصیلات ابتدایی و متوسطه را در همان شهر گذراند و پس از فارغ‌التحصیلی از دانشکده حقوق دانشگاه تهران در دانشگاه آکسفورد و سپس دانشگاه سیدنی ادامه تحصیل داد و مدرک کارشناسی ارشد خود را در رشتهٔ حقوق بین‌الملل با پایان‌نامه‌ای در زمینهٔ سیاست خارجی ایران دریافت کرد.
وی پس از بازگشت به ایران و در سال ۱۳۳۸ با شروع همکاری با انتشارات فرانکلین وارد صنعت نشر می‌شود. در سال ۱۳۳۹ یا ۱۳۴۰ و در ابتدای دههٔ دوم زندگی‌اش، مدیریت سازمان کتابهای جیبی را که در حال ورشکستگی بود، برعهده گرفت. وی که مدت سه هفته در انتشارات پنگوئن انگلستان کارآموزی کرده بود و راه حل کتاب نخواندن مردم ایران را چاپ کتاب‌هایی در قطع جیبی و ارزان می‌دانست، توانست در مدت مدیریتش این سازمان را احیا می‌کند. در زمان مدیریت او بیش از ۵۰۰ عنوان کتاب در این سازمان به چاپ می‌رسد که برخی به چاپ‌های چهارم و پنجم نیز رسیدند.
وی در سال ۱۳۴۰ با همکاری سه نفر از دوستانش - فریدون نیکنام، منوچهر حسن‌زاده، و پرویز علی‌بیگ - انتشارات مروارید را با تأسیس کرد تا بتواند کتاب‌هایی را که نمی‌توان آن‌ها را در تیراژ بالا و زیر نظر سازمان کتابهای جیبی چاپ کرد، توسط این انتشارات و به طور مستقل به چاپ رساند.
روشنگر در سال ۱۳۴۳ در وزارت امور خارجه استخدام می‌شود و تا سال ۱۳۴۷ یا ۱۳۴۸ که برای مأموریت خارج از کشور به سوئیس اعزام می‌شود، علاوه بر مسوولیت در وزارت امور خارجه، مدیریت سازمان کتابهای جیبی و مشارکت در مدیریت انتشارات مروارید را بر عهده داشت.

## بررسی کتاب
روشنگر در سالِ ۱۳۴۴ انتشارِ نشریهٔ بررسی کتاب را در تهران آغاز کرد و تا قرنِ پانزدهمِ هجریِ خورشیدی هم در آمریکا ادامه داد.

## پس از انقلابِ ۱۳۵۷
وی پس از انقلاب و در دولت مهدی بازرگان به خدمت خود در وزارت امور خارجه ادامه داد و به‌عنوان سرکنسول به هنگ‌کنگ اعزام شد و در نهایت در سال ۱۳۶۰ به درخواست خود بازنشسته شد و برای زندگی نزد فرزندانش به خارج از کشور رفت.

## منبع
- از کتابهای جیبی تا انتشارات مروارید و بررسی کتاب؛ گفت‌وگو با مجید روشنگر، جهان کتاب، سال دوازدهم شماره ۵ و ۶، شهریور و مهر ۱۳۸۶، صص. ۶-۱۱.